# Communauté de communes du Loir
Die Communauté de communes du Loir ist ein ehemaliger französischer Gemeindeverband mit der Rechtsform einer Communauté de communes im Département Maine-et-Loire in der Region Pays de la Loire. Sie wurde am 16. Dezember 1999 gegründet und umfasste zehn Gemeinden. Der Verwaltungssitz befand sich im Ort Seiches-sur-le-Loir.

## Historische Entwicklung
Mit Wirkung vom 1. Januar 2017 fusionierte der Gemeindeverband mit
- Communauté de communes de Loir et Sarthe sowie
- Communauté de communes les Portes de l’Anjou

und bildete so die Nachfolgeorganisation Communauté de communes Anjou Loir et Sarthe.

## Ehemalige Mitgliedsgemeinden
1. La Chapelle-Saint-Laud
2. Cornillé-les-Caves
3. Corzé
4. Huillé
5. Jarzé-Villages (Commune nouvelle)
6. Lézigné
7. Marcé
8. Montreuil-sur-Loir
9. Seiches-sur-le-Loir
10. Sermaise